# یوخاری چینی
یوخاری چینی (به لاتین: Yuxarı Çiyni) یک منطقه مسکونی در جمهوری آذربایجان است که در شهرستان اوجار واقع شده است. این روستا ۴۲۴ نفر جمعیت دارد.